# Leopold Mozart
Johann Georg Leopold Mozart (14. listopadu 1719 Augsburg – 28. května 1787 Salcburk) byl hudební skladatel, houslista a hudební pedagog. Otec Wolfganga Amadea Mozarta.

## Život
Leopold Mozart se narodil 14. listopadu 1719 jako syn knihaře Johanna Georga Mozarta a jeho ženy Anny Marie v Augsburgu. Základní vzdělání získal na jezuitském gymnáziu a lyceu. Podle přání rodičů se měl stát knězem, avšak po otcově smrti v roce 1737 tuto dráhu opustil a vstoupil na salcburskou univerzitu, kde studoval filozofii a práva. Zpočátku studoval velmi úspěšně a již po prvním roce studia složil bakalářské zkoušky a získal veřejnou pochvalu. Tuhá školní disciplína patrně kladla nemalé nároky na samostatného ducha a již v roce 1739 byl pro nevhodné chování z univerzity vyloučen.
Vstoupil do služeb hraběte Johanna Thurn-Valsassina a Taxis, kanovníka salcburské katedrály, a získal titul Kammerdiener. Hraběti také věnoval svůj opus č. 1: 6 triových sonát. Krátce poté zkomponoval sbírku kantát Německé pašije a několik skladeb na latinské texty, což se stalo doporučením, aby v roce 1743 získal místo čtvrtého houslisty v orchestru Prince-arcibiskupa. Kromě toho se stal učitelem houslové a varhanní hry chrámového chlapeckého sboru. To mu zajistilo trvalý příjem a mohl se konečně ve věku 28 let oženit. Kariéra zdárně pokračovala. V roce 1757 byl jmenován dvorním skladatelem a v roce 1763 zástupcem kapelníka.
Jeho manželkou se stala Anna Marie Pertl a podle všech známek bylo manželství velmi šťastné. Měli sedm dětí, ale pouze dvě se dožily dospělého věku: Maria Anna Walburga Ignatia (* 1751), které se přezdívalo Nannerl a Johann Chrysostom Wolfgang Gottlieb (* 1756), známý pod jménem Wolfgang Amadeus.
V roce Amadeova narození vydal svou proslulou školu houslové hry Versuch einer gründlichen Violinschule, která rázem učinila Leopolda známým po celé hudební Evropě. Byl navržen za člena prestižní hudební společnosti Societät der Musikalischen Wissenschaften v Lipsku. V těchto letech stanul Leopold Mozart na vrcholu své tvůrčí aktivity.

## Otec a syn

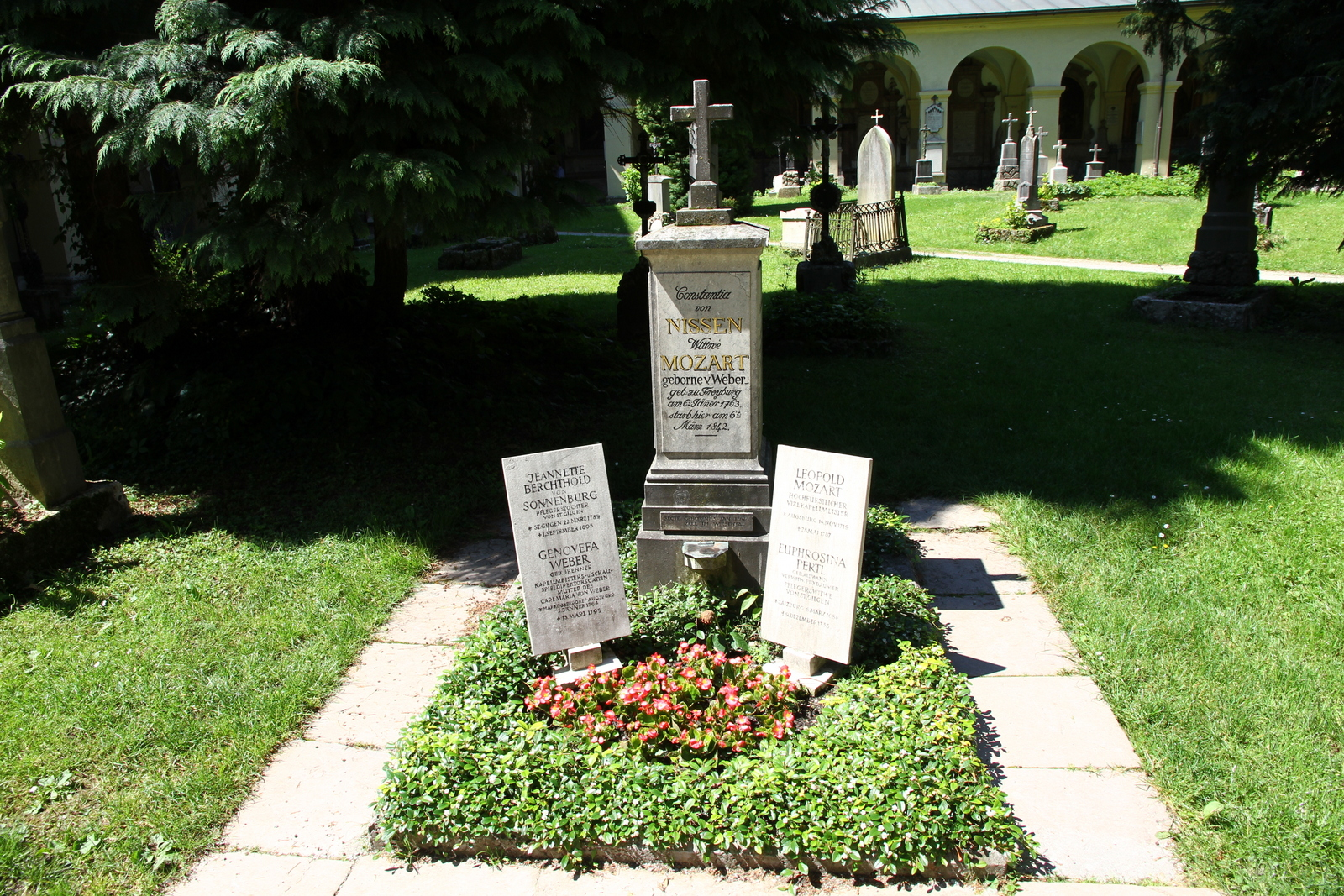
Hrob Constanze Mozart a Leopolda Mozarta v Salcburku (Sebastianskirche & Friedhof)

Leopold vzal však narození chlapce jako boží poslání. Sám se vyjádřil, že Amadeus je „zázrak, kterému Bůh dopustil, aby se narodil v Salcburku“. Zcela obětoval další vlastní kariéru a plně se věnoval roli otce, učitele, spolupracovníka, tajemníka, opisovače not a manažera. Zanechal komponování a zanedbával i své pracovní povinnosti k arcibiskupskému dvoru.

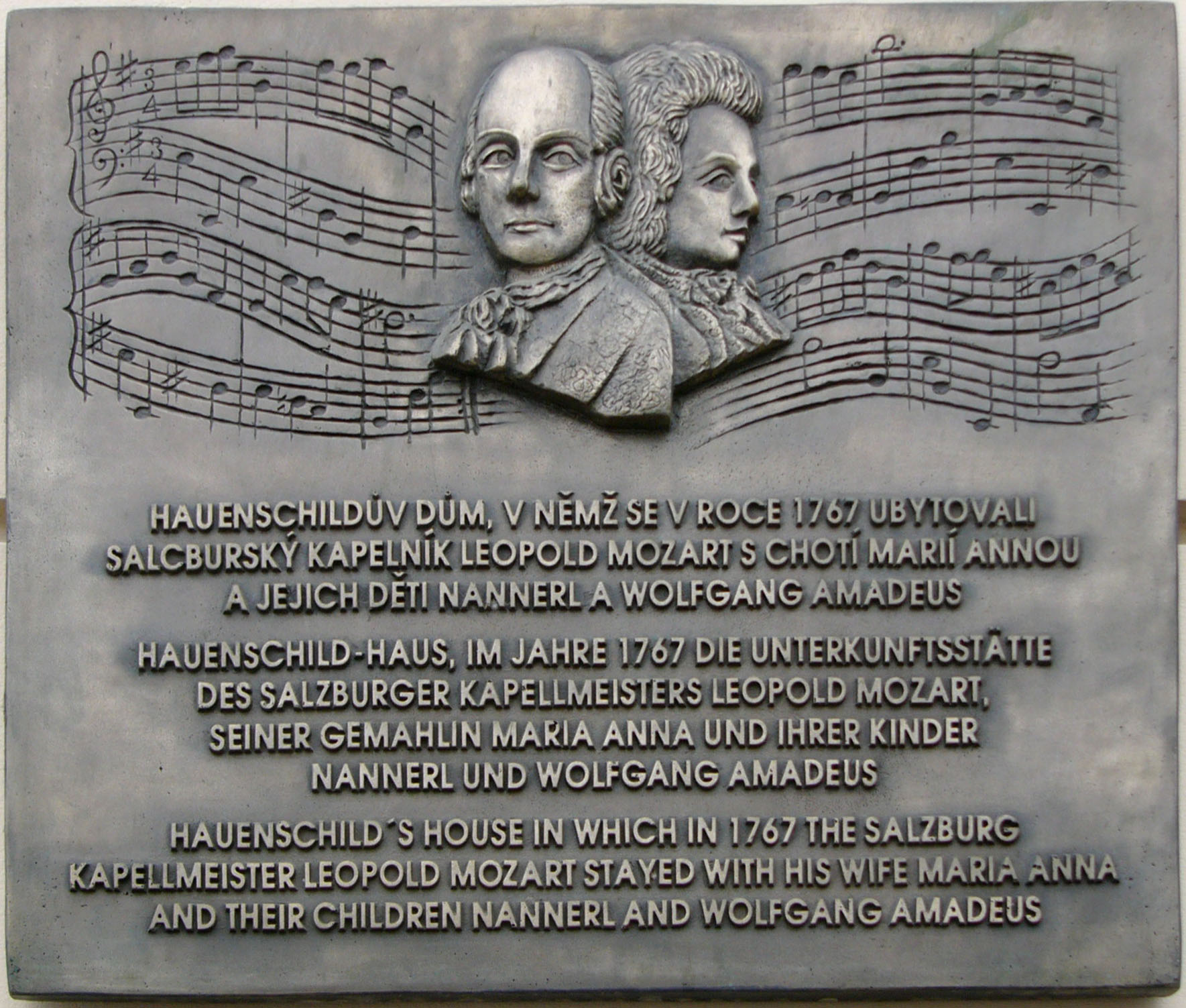
Pamětní deska v Olomouci

V průběhu 44 let sloužil Leopold pěti různým kníže-arcibiskupům. Zikmund Kryštof hrabě ze Schrattenbachu měl pro Leopoldovo zaujetí synovým talentem pochopení a umožňoval mu koncertní cesty po Evropě. Situace se však výrazně změnila v roce 1772, kdy se salcburským arcibiskupem stal hrabě Jeroným Colloredo-Waldsee, který sice také vášnivě miloval hudbu, ale byl celkem správného názoru, že je-li Mozart zaměstnancem arcibiskupského dvora, pak má sloužit především jemu. Odmítl nadále tolerovat cestování v pracovní době a navíc předpokládal, také celkem správně, že součástí těchto cest je i hledání výhodnějšího postavení pro otce i syna u jiného dvora.
V roce 1777 arcibiskup nepovolil, aby doprovázel svého syna na koncertní turné po Německu a Francii, což se ukázalo být možná osudovým krokem. Nejprve se Amadeus v Mannheimu zamiloval do Aloysie Weberové (sestřenice skladatele Carla Marii von Webera). Otec to vnímal jako vážné ohrožení synovy kariéry a donutil syna k urychlenému odjezdu do Francie. V Paříži však onemocněla a zemřela Lepoldova manželka Anna Marie. Zde lze nalézt počátek roztržky mezi synem a otcem. Činil syna odpovědným za matčinu smrt, ale tím více ho chtěl k sobě připoutat. Roztržka byla dokonána, když Amadeus proti přání otce odešel ke dvoru do Vídně a oženil se se sestrou své první lásky Constanzí Weberovou. Otec sice na poslední chvíli dal ke sňatku souhlas, ale oba věděli, že jde pouze o formalitu a jejich vztah citelně ochladl.
K jistému oživení došlo po návštěvě Amadea a Constanze v Salcburku v roce 1783 a zejména při opětované návštěvě Leopolda ve Vídni na jaře roku 1785. Leopold přišel do Vídně ve chvíli, kdy Mozartova sláva vrcholila. Byl svědkem četných koncertních i operních úspěchů syna a nejvíce na něj asi zapůsobila chvála, kterou Amadea zahrnul nejuznávanější hudebník té doby (papá) Joseph Haydn. Jako jeho syn a Haydn, vstoupil i Leopold Mozart do zednářské lóže. V létě toho roku odjel zpět do Salcburku a se synem se vícekrát nesetkal.
V pondělí 28. května 1787 tento oddaný, inteligentní, hrdý a čestný muž pevných zásad zemřel. Je pochován po boku Constanze na hřbitově sv. Sebastiana v Salcburku.
Historici, životopisci a psychologové se od té doby přou, jaké psychické defekty mohl teoreticky způsobit tím, že často i manipulativními metodami se snažil dosáhnout, a konec konců i dosáhl, svého vysněného cíle. Muzikologové jsou mnohem shovívavější. Leopoldovo vlastní dílo poněkud zapadlo v sousedství jeho syna. Přesto je dodnes trvalou součástí koncertního repertoáru.

## Dílo
Dílo Leopolda Mozarta je rozsáhlé a velmi rozdílné kvality. Celkově se dnes předpokládá autorství u více než 250 skladeb, z toho je 70 symfonií. Psal hudbu na objednávku k nejrůznějším příležitostem a ve spěchu. Mnoho z jeho partitur je nenávratně ztraceno a v řadě případů je autorství sporné. Některé jeho práce byly omylem připisovány Wolfgangu Amadeovi a naopak. Jeho nejvýznamnějším dílem, které ovlivnilo generace hudebníků, je bezesporu jeho houslová škola.
Mezi významné práce, které přetrvaly zkoušku časem, patří zejména:
- Missa solemnis C-Dur
- Litaniae de venerabili sacramento D-Dur
- Koncerty pro dechové nástroje
- Klavírní cyklus Der Morgen und der Abend
- 3 sonáty pro klavír